# Montipora venosa
Montipora venosa är en korallart som först beskrevs av Ehrenberg 1834.  Montipora venosa ingår i släktet Montipora och familjen Acroporidae. IUCN kategoriserar arten globalt som nära hotad. Inga underarter finns listade i Catalogue of Life.